# AIFV
El AIFV o Vehículo de Combate de Infantería Blindado (Armored Infantry Fighting Vehicle, por sus siglas en inglés) es un vehículo desarrollado por la FMC Corporation o FMC a partir del chasis del transporte de tropas M113 para el Ejército de los EE. UU. como una respuesta a su requerimiento de un vehículo de apoyo y de combate para la infantería, aunque este eligiera al M2 Bradley finalmente, su licencia de producción fue vendida a otras empresas belgas, turcas y surcoreanas que lo fabricarían finalmente para sus clientes y ejércitos nacionales. De una manera dinámica, estas sociedades a su vez lo exportaron en cantidades considerables a otras naciones.

## Historia
La historia tiene como inicio la solicitud formalmente presentada en 1965 de un blindado que pudiese servir como vehículo de apoyo a la infantería desplegada en entornos donde la provisión de fuego de apoyo; proveniente de artillería o de carros de combate, no fuese posible por las condiciones del terreno en donde se viera acción.
Para ello, se dispuso entre varios contratistas que pudieran presentar sus modelos a consideración del alto mando estadounidense, quien finalmente optaría años después por el XM-2, un prototipo presentado por la United Defense al concurso, y que demostró tener menor fiabilidad a la esperada.
En esa época y para 1967, los gobiernos de Bélgica y los Países Bajos buscaban algo asequible a sus necesidades, y que fuera sencillo de mantener, acorde a la logística integrada entre las recién desplegadas condiciones de la OTAN, y que fuera familiar a sus tropas, en ese curso de ideas, la Ordnance Division (División de maestranzas de guerra) de la FMC Corporation (hoy día BAe Systems Ground Systems Division); hizo el ofrecimiento de su vehículo de prototipo, el XM-1; que al no ser seleccionado, les impuso un debilitante gasto, pero que se acogía en una gran parte a los requerimientos presentados por los ejércitos europeos interesados.
Para su uso se presentó como el XM-765 (sigla proveniente de su mes de manufactura y año de construcción), y una vez en sus pruebas de operación demostró ser lo suficientemente apto para cumplir con los requerimientos operativos de esa entonces.
Para 1981, la firma Daewoo Heavy Industries pide la construcción del blindado bajo licencia, y se le denominó como XK-200, su producción se mantuvo entre 1984 hasta el 2006.
En 1985, la Otokar Karosanyi AS de Turquía muestra su interés en el concepto, y manufacturándolo para las fuerzas turcas pasó a hacerle algunas sustanciales modificaciones, como la inclusión de una torreta fuertemente artillada y que no se vio en los vehículos holandeses y belgas en servicio, y que supuso una mejora sustancial en los demás modelos acogidos por diversos ejércitos.

## Variantes de Producción

### Bélgica
- AIFV-B: Variante belga, equipado con la misma suspensión que un M113A2 y con el mismo sistema de contramedidas ABQ, así como el de extinción de incendios. Entró en servicio en septiembre de 1985. Excedentes de éstos vehículos han sido vendidos a diferentes países y el resto de las unidades están siendo reemplazadas gradualmente en favor de vehículos de otros modelos.
  - AIFV-B-C25: Equipado con un cañón KBA-B02 de 25 mm, y con lanzadores de humo situados a los lados de la torreta.
  - AIFV-B-50: Equipado con una ametralladora de 12,7 mm, 2 morteros de 71 mm y con puntos de anclaje para lanzadores de misiles MILAN.
  - AIFV-B-CP: (Command Post) Vehículo de Puesto de Mando equipado con una ametralladora de 12,7 mm, un habitáculo usado a modo de oficina, generadores y un mástil telescópico.
  - AIFV-B-TRG: Vehículo de entrenamiento.

### Países Bajos

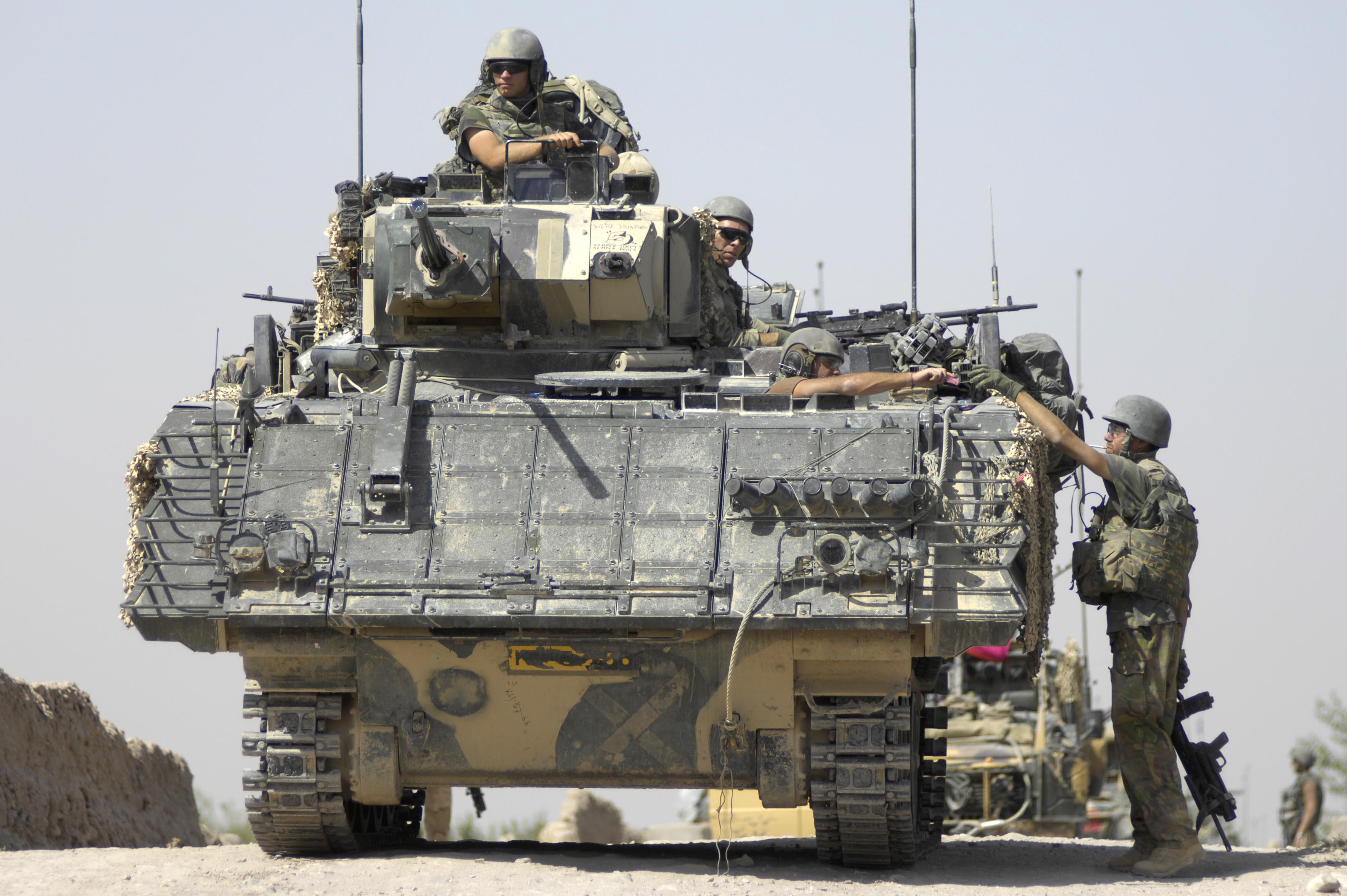
Un YPR-765 holandés en Afganistán.

- YPR-PrCO 765 B: Vehículo de comando.
  - YPR-765 PrCO C1/C5: vehículo de mando.
- YPR-765 PRRDR: vehículo equipado con radar de vigilancia.
  - YPR-765 PrCO PRRDR-C: vehículo de mando con radar.
- YPR-765 PRGWT: Vehículo ambulancia y de transporte sanitario.
- YPR-765 PRI/I: Vehículo con ametralladora  12,7 mm.
- YPR-765 PRI-I: Vehículo con ametralladora de 12,7 mm utilizado por la Marechaussee holandesa.
- YPR-765 PRMR: Vehículo portamortero de 120 mm, y armado con una ametralladora de 12,7 mm.
- YPR-765 PRVR A/B: Vehículo de carga y transporte.
- YPR-765 PRAT: Vehículo equipado con misiles antiblindaje TOW.
- YPR-806 PRBRG: Vehículo de mantenimiento y reparación.

### Turquía
- AIFV: Vehículo de preserie, está equipado con un cañón automático de calibre 25 mm y una ametralladora de calibre 7,62 mm.
  - AIFV 25 C: Monta un cañón M242 del calibre 25 mm de tiro automático y doble sistema de recarga (manual/automático), con otros sistemas de armas y equipos de comando.
- CSLA: transporte blindado de personal, con un arma de 12,7 mm y una secundaria de 7,62 mm.
- AMV: vehículo blindado con un mortero de 81 mm a bordo.
- Adnan APC: vehículo de combate de infantería desarrollado específicamente para el ejército de los Emiratos Árabes Unidos.[5]
- ATV TOW: Equipada con misiles y lanzaderas del sistema TOW.
- AMV 120: un mortero de 120 mm colocado en el compartimiento de la tripulación del vehículo.
- PMS 120: vehículo de mortero, equipado con un mortero de 120 mm de Suiza.

- VAM: Equipado con una torreta con afustes para los misiles Hellfire montada en el centro del techo del casco.
  - RV VAM: adecuado para la solución de problemas con una grúa colocada en el techo del vehículo.
- Aselsan MI-V: Usado para operaciones de guerra electrónica en vehículos similares.

## Usuarios

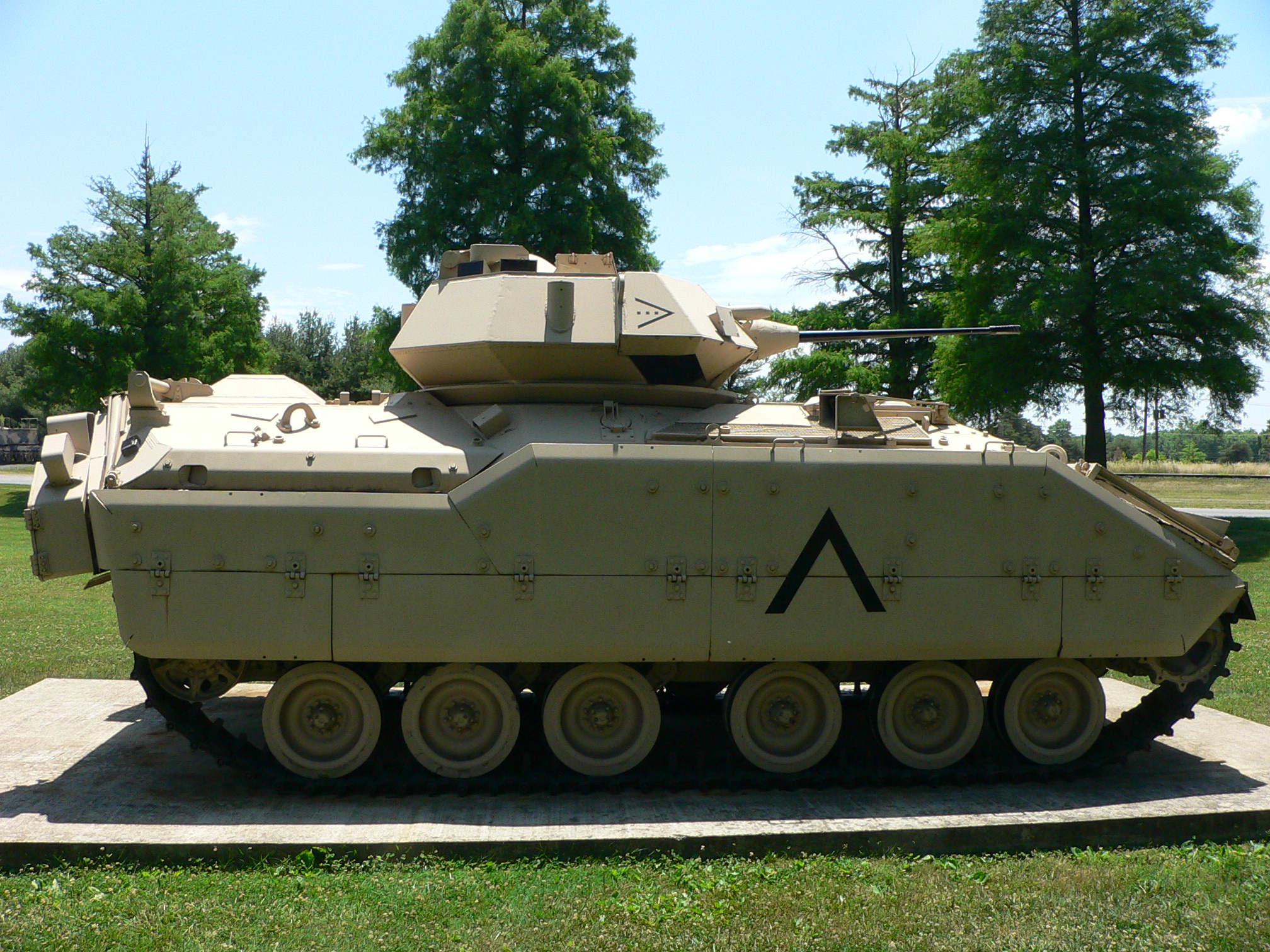
Un AIFV norteamericano en exhibición en la factoría de la FMC Defense Systems (ahora BAE Land Systems of USA).

A pesar de una expansión inferior al M113, el AIFV se había vendido o suministrado a los ejércitos de los siguientes países:
- Baréin

De los excedentes belgas y holandeses.
- Bélgica

- Chile

- Corea del Sur

Como KIFV (Korean Infantry Fighting Vehicle).
- Egipto

provenientes en sus versiones iniciales de los excedentes militares belga y neerlandés, luego manufacturado bajo licencia como el EIFV.
- Líbano

De los excedentes belgas, vendidos al ejército del Líbano.
- Marruecos

De los excedentes belgas.
- Países Bajos

- Filipinas

- Turquía

- Malasia

Denominados localmente como MIFV (Vehículo de Combate para la Infantería de Malasia), provenientes del Ejército de Corea del Sur.
- Ucrania

Alrededor de 200, formaban parte de la reserva en Holanda, donados en 2022.

### Desarrollos relacionados
- M113
- K-30 Biho

### Vehículos similares
- Marder
- Schützenpanzer Puma
- Lynx
- ZBD-97
- KIFV 
 K-21 IFV
- M2/M3 Bradley
- /ASCOD Pizarro/ULAN
- AMX-10P
- TAM VCTP
- Namera
  Achzarit
- Dardo
- Tipo 89 VCI
- VCI Anders
- FV510 Warrior
- BMP-3
  BMP-T
  BTR-T
- Bionix VCI
- CV90/CV9030/CV9040